# باشگاه فوتبال ساوت‌همپتون
باشگاه فوتبال ساوت‌همپتون (به انگلیسی: Southampton Football Club) یک باشگاه فوتبال در لیگ برتر است که در شهر ساوت‌همپتون از توابع انگلستان قرار دارد. استادیوم خانگی این تیم، سنت مریز است.
این باشگاه رقابتی قدیمی با باشگاه بورنموث دارد که دیدار بین این دو تیم به عنوان دربی ساحل جنوبی شناخته می‌شود.
ساوت‌همپتون در سال ۲۰۰۵میلادی پس از ۲۷ سال حضور مستمر در بالاترین سطح فوتبال جزیره بالاخره به چمپیونشیپ سقوط کرد و سرانجام در سال ۲۰۱۲ موفق به صعود به لیگ برتر شد.
باشگاه یکبار در سال ۱۹۷۶ موفق به کسب اف ای کاپ شد. بهترین مقام باشگاه در لیگ انگلیس نیز برمیگردد به فصل ۸۴–۱۹۸۳ که در پایان موفق شد بعد از لیورپول در جایگاه دوم بایستد.
این باشگاه از اینکه 12 امتیاز کسب کرده درلیگ بسیار به خود افتخار میکند که تنها ۱ امتیاز با دربی کانتی و رکوردشان فاصله دارد و هموادارن آنقدر به این موضوع افتخار میکنند که سقوط به چمپیونشیپ برایشان یک چیز عادی محسوب می شود.
در نهایت این باشگاه ساوتهممتون است که سقوط کرده است نه باشگاه بورنموث  آنها در لیگ انگلیس بسیار ضعیف عمل کردند و در رده دومین باشگاهی که کمترین امتیاز را کسب کرده فصل 2024_2025 را به پایان رساندند و همچنین از تساوی مقابل منچستر سیتی هم خوشحال هستند زیرا با آن یک امتیازی که گرفتند از رکورد بد ترین تیم تاریخ لیگ انگلیس کمی فاصله گرفتند ولی با این حال برای آن ۱ امتیاز به قدری خوشحال هستند که انگار جام لیگ را برنده شده اند.

## هماوردان
ساوتهمپتون رقابت دیرینه ای باشگاه فوتبال پورتسموث دارد که دیدار این دو تیم معروف به دربی ساحل جنوبی میباشد در سال های اخیر این دو تیم کمتر مقابل هم قرار گرفته اند زیرا در سطوح متفاوتی از فوتبال انگلستان قرار گرفته اند.

## تاریخچه

### تأسیس و سال‌های ابتدایی (۱۹۲۰–۱۸۸۵)

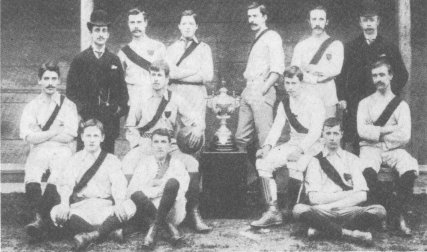
اولین تصویر از تیم سنت مری، دو هفته پس از قهرمانی در فینال جام برتر همپشایر، آوریل ۱۸۸۸.

ساوتهمپتون در اصل توسط اعضای انجمن مردان جوان کلیسای سنت مری انگلستان در ۲۱ نوامبر ۱۸۸۵ شکل گرفت.
در ابتدا به عنوان باشگاه فوتبال انجمن مردان جوان سنت مری شناخته می‌شدند و آنطور که معمولاً در مطبوعات محلی از آنها یاد می‌شود، بازیکنان بیشتر بازی‌های اولیه خود را در زمین‌های عمومی ساوتهمپتون انجام می‌دادند که بازی‌هایشان اغلب توسط عابران پیاده که اصرار داشتند از حق خود برای پرسه‌زدن استفاده کنند، قطع می‌شد. بازی‌های مهم‌تر، مانند بازی‌های جام، یا در زمین کریکت کانتی در جاده نورث‌لندز یا زمین کریکت آنتلوپ در خیابان سنت‌مری برگزار می‌شد.
اولین مسابقهٔ باشگاه در ۲۱ نوامبر ۱۸۸۵ در زمینی در جاده نورث‌لندز برگزار شد. سنت مری ۵–۱ مقابل فریمانتل پیروز شد؛ با سه گل از چارلز بروملی و دو گل از آرتور فرای. رالف رافل، دروازه‌بان ساوتهمپتون بود که نزدیک به ده سال در باشگاه باقی ماند.
برای فصل ۸۸–۱۸۸۷، نامشان، باشگاه فوتبال سنت مری شد و در سال ۱۸۹۴، پس از پیوستن به لیگ جنوبی، نام ساوتهمپتون سنت ماری را برگزیدند. پس از کسب قهرمانی در لیگ جنوبی در فصل ۹۷–۱۸۹۶، باشگاه به یک شرکت محدود تبدیل شد و نامش به باشگاه فوتبال ساوتهمپتون تغییر یافت.

## ورزشگاه

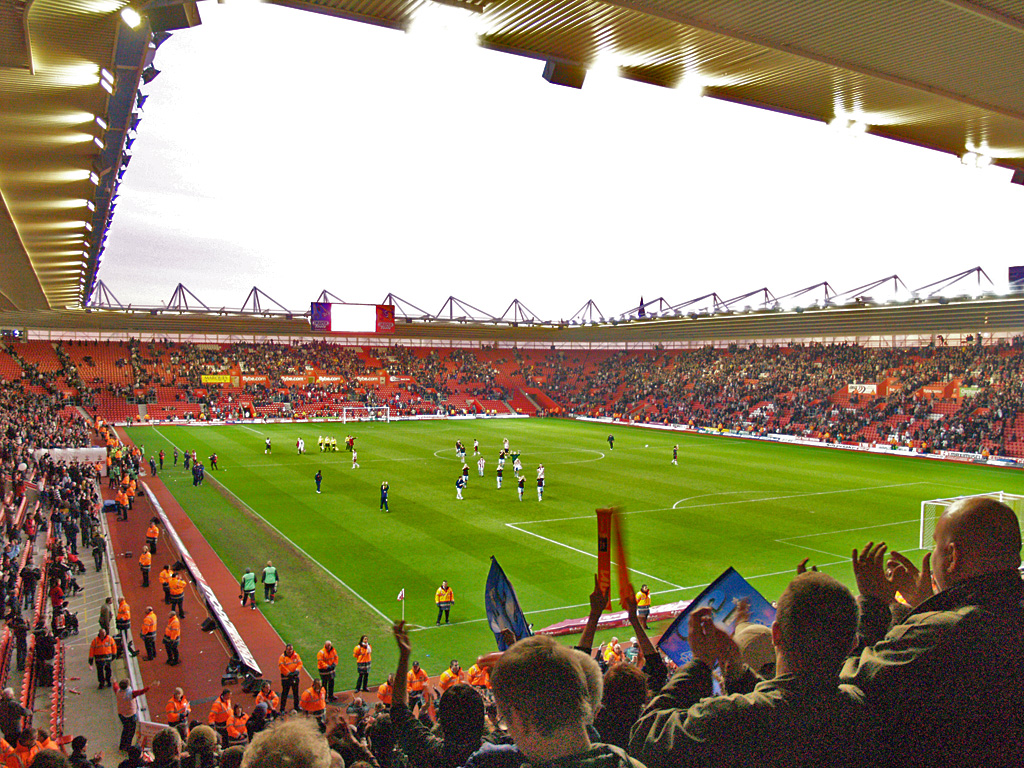
ورزشگاه سینت مری

ورزشگاه سنت مریز که ۳۲٬۶۸۹ نفر گنجایش دارد از سال ۲۰۰۱ به عنوان ورزشگاه خانگی ساوت‌همپتون، میزبان بازی‌های خانگی این تیم است.
پیش از سنت مریز، ورزشگاه دل به مدت ۱۰۳ سال (از ۱۸۹۸ تا ۲۰۰۱) ورزشگاه خانگی ساوت‌همپتون بوده‌است.

## بازیکنان کنونی
تا تاریخ ۲۶ ژوئیه ۲۰۲۲
| شماره |          | پست       | بازیکن                     |
| ----- | -------- | --------- | -------------------------- |
| ۱     | انگلستان | دروازه‌بان | الکس مک‌کارتی               |
| ۲     | انگلستان | مدافع     | کایل واکر-پیترز            |
| ۴     | برزیل    | مدافع     | لیانکو                     |
| ۵     | انگلستان | مدافع     | جک استفنز                  |
| ۶     | اسپانیا  | هافبک     | اوریول رومئو (کاپیتان دوم) |
| ۷     | نیجریه   | هافبک     | جو اریبو                   |
| ۸     | انگلستان | هافبک     | جیمز وارد پروس (کاپیتان)   |
| ۹     | انگلستان | مهاجم     | آدام آرمسترانگ             |
| ۱۰    | اسکاتلند | مهاجم     | چه آدامز                   |
| ۱۱    | انگلستان | هافبک     | نیتن ردموند                |
| ۱۳    | آرژانتین | دروازه‌بان | ویلی کابایرو               |
| ۱۵    | فرانسه   | مدافع     | رومن پرو                   |
| ۱۷    | اسکاتلند | هافبک     | استوارت آرمسترانگ          |
| ۱۸    | فرانسه   | مهاجم     | سکو مارا                   |

| شماره |               | پست       | بازیکن         |
| ----- | ------------- | --------- | -------------- |
| ۱۹    | مالی          | هافبک     | موسی جنپو      |
| ۲۱    | انگلستان      | مدافع     | تینو لیورامنتو |
| ۲۲    | غنا           | مدافع     | محمد سالیسو    |
| ۲۴    | نروژ          | هافبک     | محمد الیونسی   |
| ۲۷    | فرانسه        | هافبک     | ابراهیما دیالو |
| ۳۰    | لهستان        | دروازه‌بان | ماتئوس لیس     |
| ۳۱    | جمهوری ایرلند | دروازه‌بان | گوین بازونو    |
| ۳۲    | انگلستان      | هافبک     | تئو والکات     |
| ۳۵    | لهستان        | مدافع     | یان بدنارک     |
| ۳۷    | آلمان         | مدافع     | آرمل بلا-کوچپ  |
| ۳۸    | انگلستان      | مدافع     | دینل سیمو      |
| ۴۳    | فرانسه        | مدافع     | یان والری      |
| ۴۵    | بلژیک         | هافبک     | رومئو لاویا    |

## افتخارات
لیگ دسته اول
- نایب قهرمان: ۸۴-۱۹۸۳

لیگ دسته دوم / چمپیونشیپ

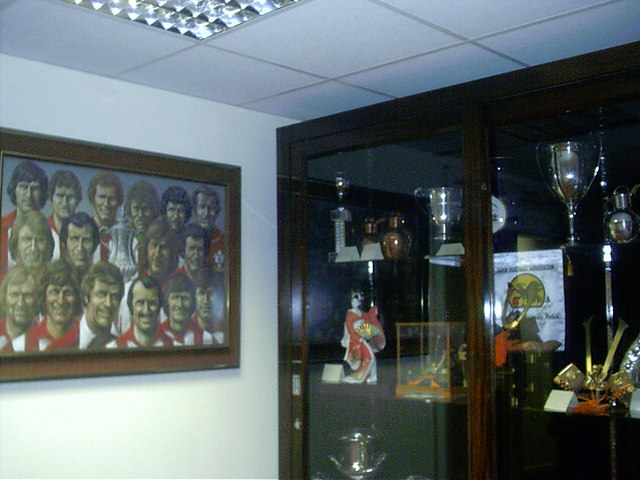
قفسه جوایز باشگاه در ورزشگاه سینت مری

- نایب قهرمان: ۶۶-۱۹۶۵، ۷۸-۱۹۷۷، ۱۲-۲۰۱۱

لیگ دسته سوم
- قهرمان: ۶۰-۱۹۵۹

لیگ یک فوتبال انگلستان
- نایب قهرمان: ۱۱-۲۰۱۰

جام حذفی
- قهرمان: ۱۹۷۶
- نایب قهرمان: ۱۹۰۰، ۱۹۰۲، ۲۰۰۳

## واژه‌نامه
1. ↑  The Saints
2. ↑  St. Mary's Y.M.A.